# Lana Rhoades
Lana Rhoades właśc. Amara Maple (ur. 6 września 1996 w Chicago) – amerykańska aktorka pornograficzna pochodzenia czeskiego i słoweńskiego. 

## Życiorys

### Wczesne lata
Urodziła się w Chicago, w stanie Illinois w konserwatywnej religijnej rodzinie. Dorastała w McHenry w Illinois i niewielkiej miejscowości położonej w stanie Wisconsin.
Gdy uczęszczała do szkoły średniej, była aktywną cheerleaderką i udzielała się w grach sportowych. W wieku 17 lat zakończyła edukację i ponownie przeniosła się do Chicago, gdzie podjęła pracę jako kelnerka w Tilted Kilt Pub & Eatery, lokalu sieci Hooters. Myślała o tym, żeby dostać się do branży dla dorosłych, zanim skończyła 13 lat. Oglądała także filmy dokumentalne znanych gwiazd dorosłych, takich jak Jenna Jameson i Anna Nicole Smith. Jej pierwszą inspiracją do podjęcia pracy w branży pornograficznej było oglądanie programu Króliczki Playboya (The Girls Next Door). W późniejszym czasie pracowała jako striptizerka.

### Kariera
Oficjalnie zadebiutowała w branży porno w kwietniu 2016, gdy miała 19 lat. Jej pseudonim pochodzi od imienia jednej z bohaterek serialu American Horror Story: Asylum. Wystąpiła w produkcji FTV Girls w Phoenix. Po przyjeździe do Los Angeles, wzięła udział w scenie dla Evil Angel Banging Cuties (2016) w reż. Mike'a Adriana i Dirty Talk 4 (2016) w reż. Manuela Ferrary oraz Blacked.com Interracial Icon 5 (2017) w reż. Grega Lansky.
W sierpniu 2016 została ulubienicą miesiąca magazynu „Penthouse”, zaś w październiku 2017 modelką miesiąca magazynu „Hustler”. W listopadzie 2017 otrzymała tytuł „Smakołyk miesiąca Twistys” i „Anioł miesiąca Vixen”. Jej zdjęcie pojawiło się na łamach magazynu „FourTwoNine” (2017).
W filmie Lana (2017), w całości poświęconym aktorce, pojawiła się w swojej pierwszej scenie seksu analnego z Jeanem Val Jean i podwójnej penetracji z Jeanem Val Jean i Mickiem Blue. 
W produkcji studia Hard X Lana Rhoades First Gang Bang/Gangbang Me 3 (2017) po raz pierwszy wystąpiła w scenach bukkake i gangbang z Johnem Strongiem, Markusem Dupree, Mickiem Blue, Smallem Handsem i Xanderem Corvusem, a w Lana Rhoades Unleashed (2017) po raz pierwszy wzięła udział w scenie podwójnej penetracji analnej, za którą z Markusem Dupree i Mickiem Blue była nominowana do AVN Award. 
W 2017 jej zdjęcie pojawiło się na łamach magazynu „FourTwoNine”. W tym samym roku na Twitterze ujawniła, że Pierre Woodman próbował zmusić ją do robienia rzeczy, na które wcześniej się nie zgodziła na planie filmowym. W styczniu 2018 magazyn „Fortune” umieścił ją w zestawieniu 12 najpopularniejszych aktorek pornograficznych. We wrześniu 2018 zajęła drugie miejsce w rankingu „31 gwiazd porno” ogłoszonym przez hiszpański portal 20minutos.es. W 2019 i 2020 zdobyła pierwsze miejsce na liście najpopularniejszych gwiazd porno sporządzonym przez serwis Pornhub; filmy z jej udziałem odnotowały, kolejno: 400 mln i 345 mln wyświetleń. W listopadzie 2019 i w październiku 2020 wraz z Adrią Rae trafiła na okładkę magazynu „Hustler”. Wystąpiła w teledysku australijskiego rapera Kida Laroia i Lila Moseya „Wrong (You Bad and You Know It)” (2020).

## Życie prywatne
Od stycznia 2020 do lutego 2021 była w związku z Mikiem Majlakiem, osobowością w mediach społecznościowych.
W 2022 urodziła syna, Milo.

## Nagrody
| Rok  | Nagroda                    | Kategoria                                    | Film                   | Inni wykonawcy |
| ---- | -------------------------- | -------------------------------------------- | ---------------------- | -------------- |
| 2017 | XBIZ Award                 | Najlepsza nowa gwiazdka                      | –                      | –              |
| 2017 | NightMoves Award           | Nagroda fanów: Najlepsza nowa gwiazdka       | –                      | –              |
| 2017 | NightMoves Award           | Najlepsza gwiazda witryny według fanów       | Lana la soumise (2017) | –              |
| 2017 | AVN Award                  | Nagroda fanów: Najgorętsza debiutantka       | –                      | –              |
| 2017 | Spank Bank Award           | Następna supergwiazda porno                  | –                      | –              |
| 2017 | Spank Bank Technical Award | Ulubiona prześladowczyni Stelli Cox          | –                      | –              |
| 2017 | Spank Bank Technical Award | Najgorętsza na świecie „przyszła” lesbijka   | –                      | –              |
| 2018 | AVN Award                  | Najlepsza scena seksu analnego               | Anal Savages 3 (2017)  | Markus Dupree  |
| 2018 | NightMoves Award           | Najlepsze ciało                              | –                      | –              |
| 2018 | Fleshbot Award             | Najlepsze piersi                             | –                      | –              |
| 2018 | Spank Bank Award           | To dziewczyna porno                          | –                      | –              |
| 2018 | Spank Bank Technical Award | Fenomen siadania na twarzy                   | –                      | –              |
| 2019 | NightMoves Award           | Nagroda fanów: Najlepsza gwiazda prezentacji | –                      | –              |
| 2019 | Nagroda portalu Pornhub    | Najpopularniejsza wykonawczyni               | –                      | –              |
| 2019 | Spank Bank Award           | Perfekcjonista scen POV roku                 | –                      | –              |
| 2020 | Nagroda portalu Pornhub    | Najpopularniejsza wykonawczyni wśród kobiet  | –                      | –              |